# 368P/NEAT
368P/NEAT, komet Jupiterove obitelji